# Nightingale
Найтингейл (англ. Nightingale — «соловей») — шведская прогрессив-метал-группа из Эребру, Швеция. Записывается на лейбле Black Mark Records.

## История
Группа была создана Даном Сванё в 1995 году в качестве готического соло-проекта. Первый альбом «The Breathing Shadow» Сванё записал в собственной домашней студии Unisound, а второй альбом «The Closing Chronicles» уже записывал с братом Дагом Сванё, взявшим псевдоним Tom Nouga. После записи второго альбома группа выступала с концертами вблизи Эребру с бас-гитаристом Эриком Оскарссоном, который позднее вошел в состав группы, а также с барабанщиком Ari Halinoja.
С апреля 1999 года группа в студии Unisound дописывала песни к демопластинке «I Return», которая была записана ещё в сентябре 1998 года. Вскоре альбом «I» вышел в 2000 году и стал третьей частью трилогии альбомов Nightingale. Часть песен, среди которых «Alonely» и «Dead or Alive», были взяты Томом с его законченных проектов, но со внесением изменений в лирику.
К записи четвёртого альбома «Alive Again: The Breathing Shadow, Part IV» в мае 2002 года присоединились барабанщик Tom Björn и бас-гитарист Эрик Оскарссон, как постоянные участники группы.
Пятый альбом «Invisible», вышедший 6 декабря 2004 года на лейбле «Black Mark», был уже вне концептуальной тетралогии предыдущих альбомов группы.
В 2005 году в связи с десятилетием группа выпустила альбом-компиляцию «Nightfall Overture», на котором собраны перезаписанные песни с предыдущих альбомов. После издания альбома Nightingale начала первый зарубежный тур, в ходе которого выступила в Германии и Нидерландах .
12 июня 2006 года группа приступила к записи нового альбома «White Darkness», который был выпущен 4 июня 2007 года на лейбле «Black Mark».

## Дискография[1]
| Год издания | Название                        |
| ----------- | ------------------------------- |
| 1995        | The Breathing Shadow            |
| 1996        | Closing Chronicles              |
| 2000        | I                               |
| 2003        | Alive Again                     |
| 2004        | Invisible                       |
| 2007        | White Darkness                  |
| 2014        | Retribution                     |
| 2017        | Rock Hard Live (Live)           |
| 2017        | Black Tears (Single)            |
| 2017        | Chasing the Storm Away (Single) |

## Состав
- Дан Сванё (с 1994 года по настоящее время) — вокал, гитара и синтезатор.
- Даг Сванё (Том Науга; с 1996 года по настоящее время) — бас-гитара, гитара, синтезатор и вокал.
- Том Бьорн (с 25 декабря 2000 года по настоящее время) — барабаны.
- Эрик Оскарссон (с 25 декабря 2000 года по настоящее время) — бас-гитара.